# Body Language (2011)
Body Language is een Nederlandse dans- en muziekfilm uit 2011. De film is opgenomen in Amsterdam, maar vooral in New York.

## Verhaal
Net als de vijf beste Nederlandse danscrews naar een wedstrijd in New York vertrekken, wordt hun subsidie ingetrokken. De reis lijkt definitief niet door te gaan. Vijf diehards, allen uit totaal verschillende danscrews, besluiten als enige toch te gaan. Pas in New York beseffen ze wat ze hebben gedaan. Ze zitten zonder geld, zonder plan en zonder eigen crew. Ze zijn natuurlijk gekomen om te dansen, dus er zit maar een ding op.

## Rolverdeling
- Ingrid Jansen - Nina
- Sigourney Korper - Tara
- Lorenzo van Velzen Bottazzi - Samuel
- Boris Schreurs - Ray
- Ruben Solognier - Quincy
- Floris Bosveld - Brian

## Achtergrond
- Het is de eerste dansfilm van de Lage Landen.
- RTL zond in september en oktober 2011 de 5-delige backstageserie 'The Real Body Language' uit. Deze was vanaf de eerste aflevering controversieel, omdat RTL de fictieve 'making of'-serie presenteerde als realitysoap.